# Biała Rządowa
Biała Rządowa est une localité polonaise de la gmina de Biała, située dans le powiat de Wieluń en voïvodie de Łódź.